# 2006 Полонска
2006 Полонска (енгл. 2006 Polonskaya) је астероид главног астероидног појаса са средњом удаљеношћу од Сунца која износи 2,324 астрономских јединица (АЈ).
Апсолутна магнитуда астероида је 12,6.